# Metamorfoz
Pour les articles homonymes, voir Métamorphose.
Albums de Tarkan
Come closer
(2006) Metamorfoz
(2008)
Metamorfoz est un album du chanteur turc Tarkan, sorti en 2007.

## Liste des titres
Les titres de cet album sont :
| No  | Titre            | Durée |
| --- | ---------------- | ----- |
| 1.  | Vay anam vay     | 4:05  |
| 2.  | Dilli düdük      | 3:39  |
| 3.  | Arada bir        | 4:10  |
| 4.  | İstanbul Ağlıyor | 4:50  |
| 5.  | Hop Hop          | 4:23  |
| 6.  | Dedikodu         | 4:21  |
| 7.  | Bam Teli         | 4:36  |
| 8.  | Gün Gibi         | 4:59  |
| 9.  | Çat Kapı         | 3:37  |
| 10. | Pare Pare        | 5:16  |